# Wilma Salgado
Wilma Josefina Salgado Tamayo (Quito, 20 de octubre de 1952) es una economista y política ecuatoriana.

## Biografía
Nació el 20 de octubre de 1952 en Quito, provincia de Pichincha. Realizó sus estudios superiores en la Universidad Católica del Ecuador, donde obtuvo el título de economista. Posteriormente realizó una maestría en sistemas financieros y desarrollo en la Universidad de París I Panthéon-Sorbonne y un doctorado en economía en la Universidad Nacional Autónoma de México.
De regreso en Ecuador trabajó como directora de previsiones económicas en el Banco Central. En 1991 se desempeñó como asesora económica del Presidente del Congreso Nacional. También fue catedrática de la Universidad Andina Simón Bolívar y asesora del ministro de Finanzas.
En marzo de 2003 fue nombrada gerenta de la Agencia de Garantía de Depósitos (AGD) por el presidente Lucio Gutiérrez. Durante su tiempo en el cargo ordenó el embargo de bienes a decenas de empresas e individuos que adeudaban dinero a los bancos quebrados durante la Crisis financiera de 1999. Entre los morosos estuvo el expresidente del Congreso Nacional, Juan José Pons, de quien fue incautada una casa. Pons demandó a Salgado por supuesto prevaricato, pero fue declarada inocente en enero de 2005.
Dejó el cargo en marzo de 2004 luego de ser acusada penalmente por peculado. Según la denuncia Salgado habría cometido irregularidades en el pago de honorarios al abogado de coactivas de la AGD. Salgado aseveró que la denuncia se trataba de una persecución en su contra por las incautaciones que había ordenado, acusando directamente al expresidente León Febres-Cordero Ribadeneyra y a personas afines al Partido Social Cristiano.
Para las elecciones seccionales de 2004 fue candidata a la prefectura de Pichincha por la alianza entre el Partido Socialista-Frente Amplio y el Movimiento Quito en Acción, obteniendo el segundo lugar detrás de Ramiro González Jaramillo, candidato del partido Izquierda Democrática.
En las elecciones generales de 2006 fue elegida parlamentaria andina por la alianza entre el Partido Socialista-Frente Amplio y el movimiento Alianza PAIS.
En mayo de 2007 fue declarada culpable en el juicio por peculado que se venía llevando desde 2004 y fue sentenciada a 8 años de cárcel, pero al momento se encontraba fuera del país debido a su cargo de parlamentaria andina. En enero de 2008 regresó al país y se refugió en la Universidad Andina Simón Bolívar, que por ser parte del Sistema Andino de Integración gozaba de inmunidad, y donde tuvo que vivir asilada durante varios meses. En julio de 2008 recibió un indulto por parte de la Asamblea Nacional Constituyente, a pedido del presidente Rafael Correa.
Días después de su indulto fue nombrada ministra de economía por el presidente Correa, afirmando que aplicaría una política económica que defendiera "la vida antes de la deuda". Sin embargo, abandonó el puesto unos meses después. luego de que el presidente Correa aseverara que se realizaría una depuración profunda en el ministerio y que Salgado habría sido engañada por funcionarios del mismo respecto a un supuesto déficit en el presupuesto del Estado.